# Heinrich Quincke
Pour les articles homonymes, voir Quincke.
Heinrich Irenaeus Quincke  (né le 26 août 1842 à Francfort-sur-l'Oder, en province de Brandebourg - mort le 19 mai 1922 à Francfort-sur-le-Main) était un médecin interniste et chirurgien allemand. Sa principale contribution à la médecine interne fut l'introduction de la ponction lombaire à des fins diagnostiques et thérapeutiques. Après 1874, son principal domaine d'étude fut la pneumologie. Il est le premier à décrire l'angiœdème, souvent dénommé œdème de Quincke.

## Découverte
- Il fut peut-être le premier, en 1882, à décrire l'angiœdème, souvent dénommé œdème de Quincke[2].
- La pulsation du lit de l'ongle ou « signe de Quincke » (Quinck’scher Kapillarpuls) est l'un des signes cliniques de l'insuffisance aortique qu'il a décrit[3].
- La « ponction de Quincke » (Quincke-Punktion) est l'un des éponymes de la ponction lombaire[4],[5].
- En 1893 il décrit ce qui est actuellement connu comme l'hypertension intracrânienne idiopathique, qu'il dénomme à l'époque "serous meningitis" ou méningite séreuse[6].